# Méthode du bocal à poissons
Pour les articles homonymes, voir Aquarium (homonymie).
La méthode du bocal à poissons ou de l'aquarium, aussi appelée cercle excentrique, cercle restreint, cercle intérieur ou cercle samoan,, est une méthode de discussion qui a pour but de favoriser la communication et l'échange. Cette méthode se fonde sur l'agencement spatial.

## Méthode

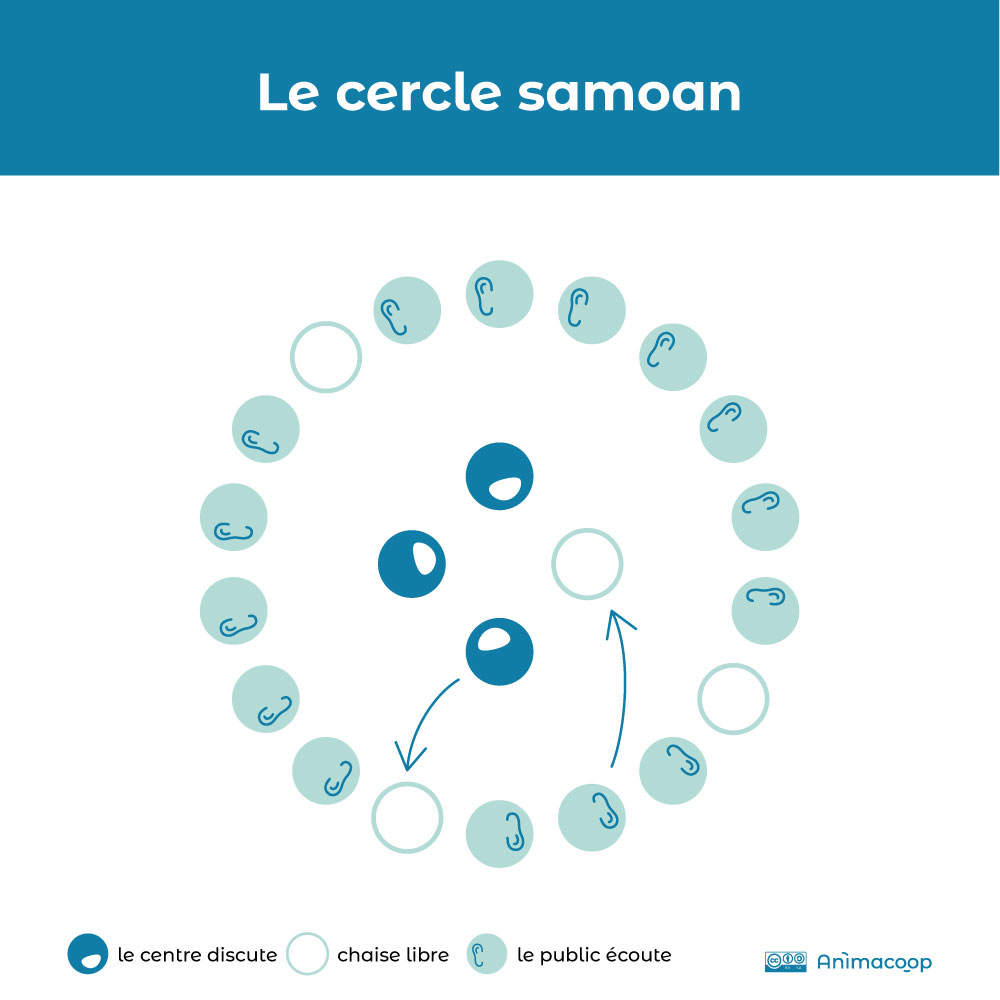
Disposition des chaises et exemple de déplacement possible vers le cercle intérieur pendant la discussion.

On place entre quatre et cinq chaises pour former un cercle intérieur, le bocal à poissons métaphorique. Les autres chaises sont rangées en cercles concentriques autour du bocal central. On sélectionne quelques participants pour être au centre du bocal et les autres s'assoient sur les chaises autour. Dans un bocal ouvert, une chaise est laissée libre. Dans un bocal fermé, toutes les chaises sont occupées. L'animateur de la discussion présente le sujet et les participants commencent à discuter du sujet. L'audience à l'extérieur du bocal écoute la discussion,.